# Regime finanziario
I regimi finanziari sono insiemi di leggi finanziarie strutturate in base ad una comune caratterizzazione ed individuate da uno specifico parametro; non sono altro - quindi - che convenzioni di capitalizzazione e di attualizzazione (create dalla pratica degli affari) che regolano lo svolgimento delle operazioni finanziarie. I regimi finanziari si studiano in matematica finanziaria.

I tre principali regimi finanziari sono:
- Regime ad Interesse Semplice
- Regime di Sconto Commerciale
- Regime ad Interesse Composto